# Кушхов, Назир Камботович
Назир Камботович Кушхов (кабард.-черк. Къущхьэ Къэмбот и къуэ Нэзир; 26 января 1941, аул Али-Бердуковский, ЧАО — 12 сентября 2008, аул Али-Бердуковский, КЧР) — автор эскиза Флага КЧР. Заслуженный художник КЧР.

## Биография
Назир Кушхов родился 26 января 1941 года в ауле Али-Бердуковский Хабезского района.
Обучаясь в Ставропольском государственном педагогическом институте, Кушхов Н.К.  одновременно окончил курсы студии изобразительных искусств.
Назир Камботович  постоянно  принимал участие в конкурсах и художественных выставках, организованных в Карачаево-Черкесии и Ставропольском крае. Более двухсот произведений мастера находятся в частных коллекциях как в России, так и за рубежом.
В 1992-1993 гг. Кушхов Н.К.  принимал участие в конкурсе по разработке эскиза Флага Карачаево-Черкесской республики.
3 февраля 1994 года постановлением N 76 - ХХI Верховного Совета Карачаево-Черкесской Республики был утверждён Государственный флаг республики. Его автором стал Назир Камботович Кушхов.
12 сентября 2008 года в расцвете творческих сил Н. К. Кушхов ушёл из жизни.